# Fußball-Landesliga Rheinhessen/Nahe 1951/52
Die Fußball-Landesliga Rheinhessen/Nahe 1951/52 war die letzte Spielzeit der Landesliga als der höchsten Amateur-Spielklasse des Südwestdeutschen Fußballverbandes für den Raum Rheinhessen/Nahe. Die Liga war unterhalb der damaligen 2. Liga Südwest angesiedelt. Zur folgenden Saison wurden die drei Landesligen des Südwestdeutschen Fußballverbandes (Rheinhessen/Nahe, Westpfalz und Vorderpfalz) zur 1. Amateurliga Südwest zusammengelegt.

## Meister und Absteiger
Meister wurde der SV Gonsenheim. Gonsenheim scheiterte jedoch in den nachfolgenden Ausscheidungsspielen zur Ermittlung des Südwest-Vertreters in der Aufstiegsrunde zur 2. Liga Südwest an der Mundenheimer SpVgg und wurde daher in die 1. Amateurliga eingereiht. Darüber hinaus qualifizierten sich auch die SpVgg Oberstein 08, Fontana Finthen, die SpVgg Ingelheim, die SpVgg Idar und der  1. FC Sobernheim  für die eingleisige 1. Amateurliga. Die übrigen Mannschaften wurden der  2. Amateurliga zugewiesen.

## Abschlusstabelle
| Pl. | Verein                         | Sp. | Tore  | Punkte |
| --- | ------------------------------ | --- | ----- | ------ |
| 01. | SV Gonsenheim                  | 26  | 69:29 | 43:90  |
| 02. | SpVgg Oberstein 08             | 26  | 80:28 | 41:11  |
| 03. | Fontana Finthen                | 26  | 62:42 | 35:17  |
| 04. | SpVgg Ingelheim                | 26  | 51:37 | 35:17  |
| 05. | SpVgg Idar                     | 26  | 86:43 | 32:20  |
| 06. | 1. FC Sobernheim               | 26  | 66:51 | 30:22  |
| 07. | SV Alemannia Waldalgesheim (N) | 26  | 53:45 | 25:27  |
| 08. | FVgg Mombach 03 (N)            | 26  | 43:48 | 24:28  |
| 09. | VfL Algenrodt (N)              | 26  | 50:58 | 22:30  |
| 10. | VfR Baumholder (N)             | 26  | 37:66 | 21:31  |
| 11. | Schwarz-Weiß Bad Kreuznach     | 26  | 36:67 | 17:35  |
| 12. | VfR Nierstein                  | 26  | 38:68 | 16:36  |
| 13. | FSV Oppenheim                  | 26  | 58:75 | 13:39  |
| 14. | TV 1817 Mainz                  | 26  | 26:98 | 10:42  |